# Braunsia antennalis
Braunsia antennalis är en stekelart som beskrevs av Szepligeti 1905. Braunsia antennalis ingår i släktet Braunsia och familjen bracksteklar. Inga underarter finns listade.